# Sanne Sannes
Sanne Sannes (Groningue, 1937 - Bergen, 1967) était un photographe néerlandais.

## Biographie
Son œuvre est surtout constituée de portraits féminins, en noir et blanc, mystérieux et parfois érotiques. 
C’est dans sa ville natale de Groningue que Sanne Sannes suivit les cours de l’École des Beaux-arts. Mais la photographie n'y était pas encore, à l'époque, étudiée de façon approfondie. Aussi Sannes quitta l’école et exerça des travaux alimentaires dans la photographie de mode. Toutefois, il garda contact avec de nombreuses étudiantes de l'École des Beaux-arts qui devinrent ses modèles. Il publie en 1964, un important livre de photos Oog om Oog (L’œil pour l’œil), qui est devenu un classique, et a contribué à faire de Sannes un photographe aujourd'hui reconnu.
Sannes est mort à l'âge 30 ans dans un accident de voiture à Bergen (Hollande-Septentrionale).